# Longxi
För andra betydelser, se Longxi (olika betydelser).
Longxi, tidigare stavat Lungsi, är ett härad inom Dingxi stad på prefekturnivå i provinsen Gansu i nordvästra Kina.
Longxi är indelat i tolv köpingar och fem socknar.
Köpingar (zhen):

- Biyan (碧岩镇)
- Caizi (菜子镇)
- Fuxing (福星镇)
- Gongchang (巩昌镇)
- Kezhai (柯寨镇)
- Mahe (马河镇)
- Quanjiawan (权家湾镇)
- Shouyang (首阳镇)
- Shuangquan (双泉镇)
- Tong'anyi (通安驿镇)
- Wenfeng (文峰镇)
- Yuntian (云田镇)

Socknar (xiang):

- Dexing (德兴乡)
- Heping (和平乡)
- Hongwei (宏伟乡)
- Weiyang (渭阳乡)
- Yongji (永吉乡)